# Comuna Krenîdivka, Seredîna-Buda
Krenîdivka (în ucraineană Кренидівка) este o comună în raionul Seredîna-Buda, regiunea Sumî, Ucraina, formată din satele Cervone, Kim, Krenîdivka (reședința), Mefodivka, Ukraiinske și Vasîlivske.

## Demografie
Componența lingvistică a comunei Krenîdivka
     Rusă (89,66%)
     Ucraineană (10,34%)
Conform recensământului din 2001, majoritatea populației comunei Krenîdivka era vorbitoare de rusă (89,66%), existând în minoritate și vorbitori de ucraineană (10,34%).